# Bayerische Eisenbahngesellschaft
Die Bayerische Eisenbahngesellschaft mbH (BEG) ist der ÖPNV-Aufgabenträger für den Schienenpersonennahverkehr (SPNV) in Bayern. Die BEG plant, finanziert und kontrolliert den SPNV in ganz Bayern. Das in München ansässige Unternehmen wurde 1995 gegründet und befindet sich zu 100 Prozent im Besitz des Freistaats Bayern. Der SPNV in Bayern wird in etwa zur Hälfte von Steuergeldern und zur Hälfte durch Fahrgelderlöse finanziert. Um die Steuergelder möglichst effizient zu verwenden, setzte die BEG von Beginn an auf den Wettbewerb zwischen verschiedenen Eisenbahnverkehrsunternehmen. Diesen Wettbewerb bestmöglich zum Vorteil der Fahrgäste zu organisieren, ist eine der wichtigsten Aufgaben der BEG.

## Aufgaben der Bayerischen Eisenbahngesellschaft
Die Bayerische Eisenbahngesellschaft (BEG) plant, finanziert und kontrolliert im Auftrag des Freistaats den Schienenpersonennahverkehr (SPNV) in Bayern. Dazu zählt der gesamte Regionalverkehr inklusive der S-Bahnen in München und Nürnberg. Die BEG ist dem Bayerischen Staatsministerium für Wohnen, Bau und Verkehr zugeordnet.

### Aufgabenbereich Planung
Die BEG bestimmt den Fahrplan, die Umsteigemöglichkeiten und die Mindestsitzplatzkapazitäten auf allen Strecken des Regionalverkehrs in Bayern. Das erklärte Ziel der BEG ist es, flächendeckend einen ganztägigen Stundentakt zu etablieren und die einzelnen Linien an so genannten Knotenbahnhöfen optimal miteinander zu vernetzen. Dieses Konzept eines integrierten Taktfahrplans ist bereits in großen Teilen verwirklicht und wird Bayern-Takt genannt. Auf einzelnen Strecken scheitert die Umsetzung des Bayern-Takts an Engpässen in der Schieneninfrastruktur, zum Beispiel an eingleisigen Strecken mit zu wenigen Begegnungsstationen.
Nach dem Grundgesetz ist der Bund für die Eisenbahninfrastruktur zuständig. Die BEG definiert jedoch die Anforderungen des SPNV an die Infrastruktur und versucht, die prioritären Ausbauprojekte bei den Infrastrukturbetreibern anzustoßen, insbesondere bei dem bundeseigenen Unternehmen DB InfraGO. Dazu zählt sowohl der Ausbau der Schienenwege als auch der Bahnhöfe und Haltepunkte in Bayern.
Für Fahrgäste bietet die BEG die kostenfreie Mobilitätsapp MobY an. MoBY bietet Fahrplaninformationen zu allen öffentlichen Verkehrsmitteln in Bayern – unabhängig davon, von welchem Verkehrsunternehmen sie betrieben werden. Dazu zählen auch die Seenschifffahrt und die Bergbahnen. Darüber hinaus deckt MoBY auch die meisten öffentlichen Verkehrsmittel in den anderen Bundesländern sowie in Österreich ab. 

### Aufgabenbereich Finanzierung und Wettbewerb

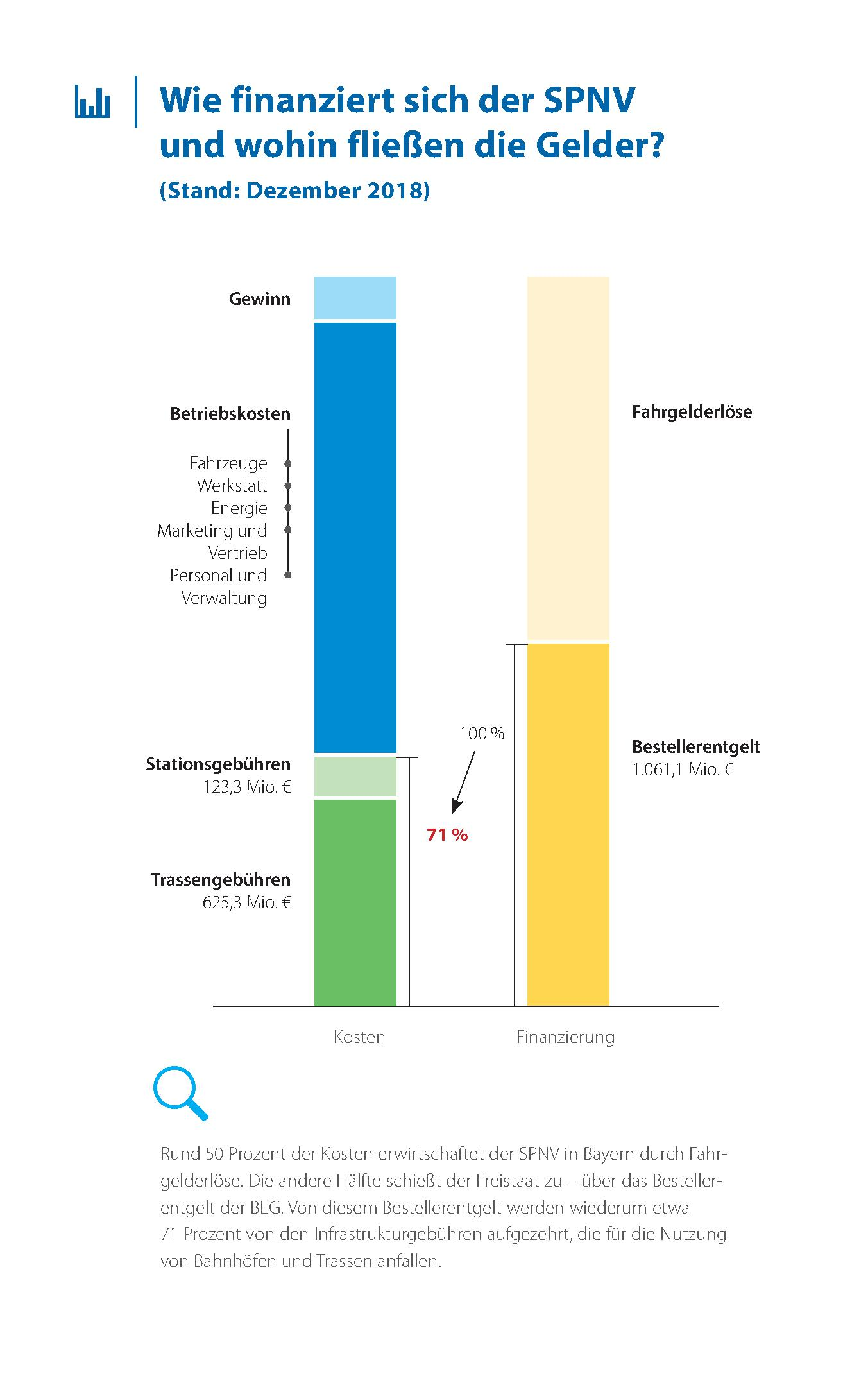
Finanzierung des SPNV in Bayern

Die BEG ist für die Finanzierung des Regionalverkehrs und die Gestaltung des Wettbewerbs im bayerischen SPNV zuständig. Die BEG vergibt die Verkehrsleistungen in der Regel im Rahmen von Wettbewerbsverfahren, das heißt verschiedene Eisenbahnverkehrsunternehmen können sich um den Betrieb einer Strecke im Rahmen einer Ausschreibung bewerben. Die BEG schließt mit demjenigen Eisenbahnverkehrsunternehmen einen Verkehrsvertrag ab, welches das wirtschaftlichste Angebot in Bezug auf Qualität und Preis abgegeben hat. Im Verkehrsvertrag definiert die BEG neben den Fahrplänen und Kapazitäten auch Mindestanforderungen an die Qualität wie z. B. Pünktlichkeit oder Sauberkeit der Züge, die das Eisenbahnverkehrsunternehmen erfüllen muss. Für die Erbringung der Verkehrsleistung erhält das Eisenbahnverkehrsunternehmen von der BEG ein sogenanntes Bestellerentgelt, in der Höhe, die das Unternehmen zuvor im Vergabeverfahren kalkuliert hat. Diese Gelder stammen aus den Regionalisierungsmitteln, die dem Freistaat vom Bund zur Finanzierung des SPNV zugewiesen werden. Der bayerische Regionalverkehr finanziert sich ungefähr je zur Hälfte aus Steuergeldern und aus Fahrgelderlösen. Das Bestellerentgelt lag 2018 bei 1.061 Millionen Euro.
Ziel des Wettbewerbs im SPNV ist es, die staatlichen Subventionen (Regionalisierungsmittel) möglichst effizient zu nutzen, das heißt sie in ein Maximum an Verkehrsleistung und Qualität im Regionalverkehr umzusetzen. Zwischen 1996 und 2018 konnte die BEG die Verkehrsleistung (Zugkilometer) um rund 50 Prozent ausweiten, obwohl die verfügbaren Finanzmittel für den SPNV im gleichen Zeitraum real geschrumpft sind. Denn während die Regionalisierungsmittel praktisch stagnieren, haben sich die Infrastrukturgebühren für die Benutzung von Gleisen und Bahnhöfen fast verdoppelt. Der Grund für diese Effizienzgewinne ist, dass die Eisenbahnverkehrsunternehmen ihre Leistungen im Wettbewerb deutlich günstiger anbieten als noch zu Zeiten des staatlichen Monopols vor 1996.
Die Preissenkung durch den Wettbewerb auf der Schiene hat die BEG nicht nur in die Ausweitung des Angebots investiert, sondern auch in mehr Qualität. Seitdem die BEG 1996 ihre Arbeit aufnahm, wurden mehr als 1.100 Neufahrzeuge eingesetzt. Heute ist das Durchschnittsalter der Züge im Regional- und S-Bahn-Verkehr deutlich niedriger als 1996. Im selben Zeitraum wuchsen die Fahrgastzahlen um 75 Prozent.

### Aufgabenbereich Kontrolle

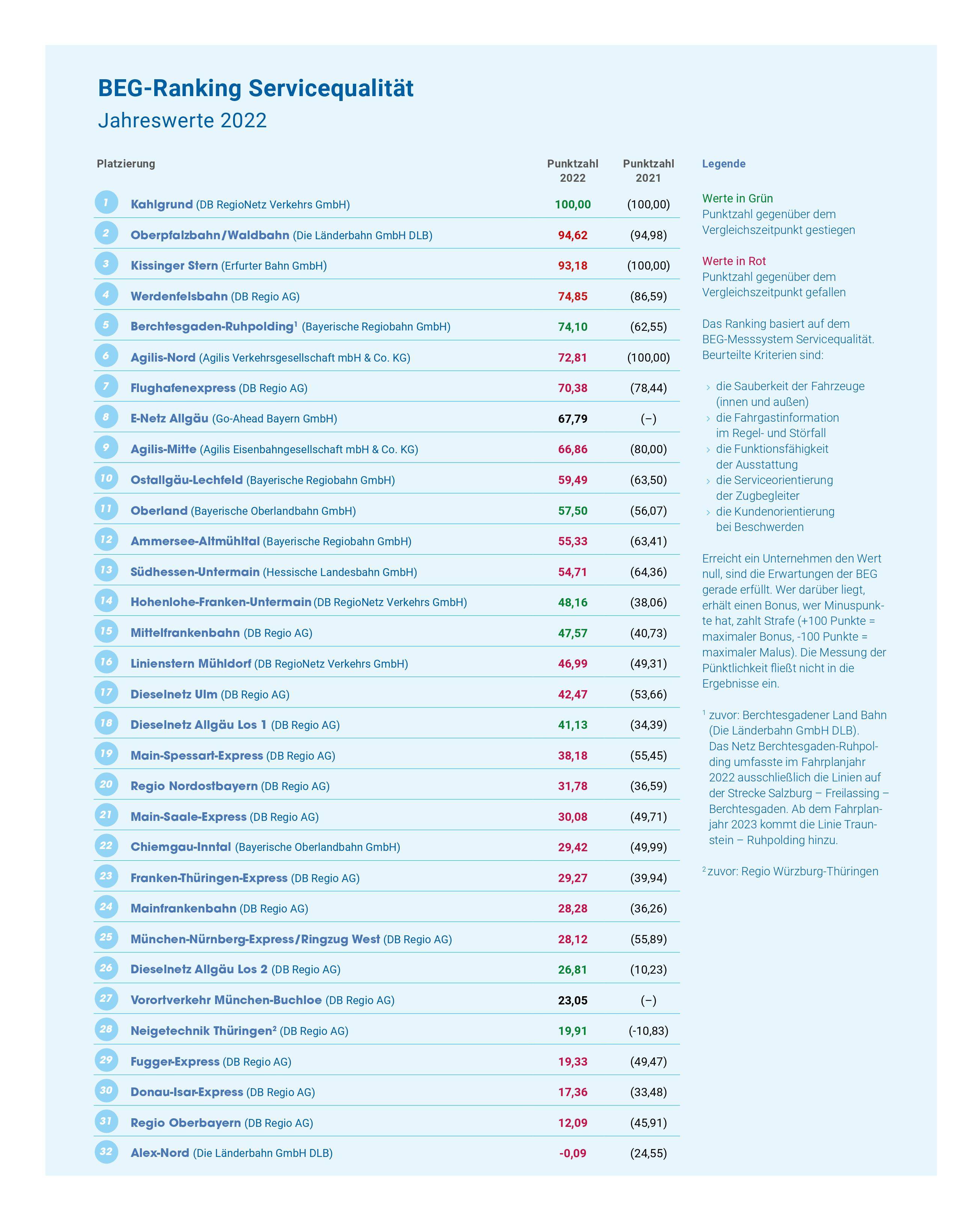
Das BEG-Ranking Servicequalität Jahreswerte 2022

Im Rahmen der Verkehrsdurchführungsverträge gibt die BEG den Eisenbahnverkehrsunternehmen konkrete Mindestanforderungen an die Qualität der Verkehrsleistungen vor, wie zum Beispiel die Pünktlichkeit, das einzusetzende Zugbegleitpersonal, die Sauberkeit und Funktionsfähigkeit der Züge oder die bereitzustellenden Kapazitäten. Um zu prüfen, ob die in den Ausschreibungen festgelegten Mindeststandards eingehalten werden, arbeitet die BEG mit verschiedenen Qualitätsmesssystemen, die sie sukzessive weiterentwickelt und ausbaut.
So wird beispielsweise die Pünktlichkeit der Züge an rund 120 Messstellen in ganz Bayern gemessen. Weitere qualitätsrelevante Kriterien wie die Sauberkeit der Züge, die Fahrgastinformationen im Regel- und Störfall, die Funktionsfähigkeit der Züge, die Serviceorientierung des Zugpersonals sowie die Kundenorientierung bei Beschwerden fasst die BEG in der Servicequalität zusammen. Sie wird durch unabhängige Testpersonen sowie Fahrgastbefragungen kontrolliert. Die Ergebnisse stellen die Grundlage für das regelmäßig von der BEG veröffentlichte Ranking zur Servicequalität dar, welches die Leistung der Eisenbahnverkehrsunternehmen in den einzelnen bayerischen Netzen vergleichbar macht.
Falls die Verkehrsunternehmen die von der BEG vorgegebenen Qualitätsstandards nicht erfüllen, erhebt die BEG Strafzahlungen, die sie wiederum größtenteils in qualitätsverbessernde Projekte im bayerischen Schienenpersonennahverkehr investiert. Darüber hinaus steht die BEG in Kontakt mit den Eisenbahnverkehrs- und Eisenbahninfrastrukturunternehmen und fordert bei Qualitätsmängeln eine umgehende Ursachenanalyse sowie die Umsetzung von Gegenmaßnahmen.

## Ausschreibung im Schienenpersonennahverkehr
Die folgende Auflistung umfasst alle bereits abgeschlossenen, im Wettbewerb durchgeführten Vergabeverfahren, bei der die BEG federführender Aufgabenträger war. Das erste Wettbewerbsverfahren führte die BEG 1998 durch.
| Verkehrsdurchführungsvertrag                 | Linien | Vertragspartner*             | Mio. Zugkm (bay. Anteil)** | Start   | Ende    | Bekanntmachung Supplement EU-Amtsblatt |
| -------------------------------------------- | --- | ---------------------------- | -------------------------- | ------- | ------- | -------------------------------------- |
| Bayerisches Oberland 1998+                   | - München – Holzkirchen – Lenggries/Tegernsee/Bayrischzell | Bayerische Oberlandbahn      | 1,5                        | 11/1998 | 12/2013 | 1996/S 85-048341                       |
| IR25-Ersatz Süd (2003+)                      | - München – Oberstdorf | Thurbo/Regentalbahn          | 1,1                        | 12/2003 | 12/2007 | ohne                                   |
| Kissinger Stern (2005+)                      | - Schweinfurt – Bad Kissingen – Gemünden (Main) - Schweinfurt – Meiningen | Erfurter Bahn                | 1,0                        | 12/2004 | 12/2014 | ohne                                   |
| Kahlgrundbahn (2006+)                        | - Hanau – Schöllkrippen | Hessische Landesbahn         | 0,3                        | 12/2005 | 12/2015 | 2004/S 152-131910                      |
| ABS/NBS                                      | - München – Ingolstadt – Nürnberg | DB Regio                     | 1,6                        | 12/2006 | 12/2013 | ohne                                   |
| IR 25-Ersatz Nord (2008+)                    | - München – Hof - Nürnberg/München – Furth im Wald – Prag | Die Länderbahn               | 1,8                        | 12/2007 | 12/2017 | 2005/S 64-061934                       |
| IR 25-Ersatz Süd (2008+)                     | - München – Immenstadt – Oberstdorf/Lindau | Die Länderbahn               | 1,5                        | 12/2007 | 12/2017 | 2005/S 201-198396                      |
| D-Netz Augsburg I (2008+)                    | - Augsburg – Bad Wörishofen - Augsburg – Landsberg | DB Regio                     | 1,2                        | 12/2007 | 12/2018 | 2005/S 204-202003                      |
| D-Netz Nürnberg (2009+)                      | - Nürnberg – Neustadt (Aisch) (– Markt Bibart) - Neustadt (Aisch) – Steinach - Steinach – Markt Bibart - Nürnberg – Markt Erlbach - Fürth (Bay) – Cadolzburg - Nürnberg Nordost – Gräfenberg - Nürnberg – Neuhaus/Simmelsdorf-Hüttenbach | DB Regio                     | 3,2                        | 12/2008 | 12/2018 | 2005/S 43-041558                       |
| D-Netz Augsburg II                           | - Augsburg-Oberhausen – Weilheim – Schongau - Augsburg – Eichstätt Stadt | Bayerische Regiobahn         | 3,0                        | 12/2008 | 12/2019 | 2005/S 205-203002                      |
| E-Netz Augsburg                              | - München – Ulm - Augsburg – Donauwörth – Aalen/Treuchtlingen | DB Regio                     | 4,9                        | 12/2008 | 12/2019 | 2005/S 210-207042                      |
| Freilassing – Berchtesgaden                  | - Freilassing – Berchtesgaden | Regentalbahn/Salzburg AG     | 0,5                        | 12/2009 | 12/2021 | 2006/S 59-061680                       |
| E-Netz Würzburg                              | - Würzburg – Lohr - Würzburg – Nürnberg - Würzburg – Bamberg - Würzburg – Schlüchtern | DB Regio                     | 5,8                        | 12/2009 | 12/2021 | 2006/S 106-113707                      |
| München – Passau                             | - München – Passau | DB Regio                     | 2,6                        | 12/2009 | 12/2021 | 2006/S 158-170646                      |
| Raum Regensburg mit Donautalbahn             | - RB 15 Ulm – Regensburg - RB 17 Ingolstadt Nord – Plattling - RE 18 Ulm – Passau - RB 51 Neumarkt – Plattling | agilis-Eisenbahngesellschaft | 3,5 – 5,6                  | 12/2010 | 12/2022 | 2007/S 66-080692                       |
| Ulm – Weißenhorn                             | - Ulm – Weißenhorn | DB RAB                       | 0,3                        | 12/2013 | 12/2016 | 2010/S 237-390424                      |
| IR25-Übergang Los Süd                        | - München – Immenstadt – Oberstdorf/Lindau | Die Länderbahn               | 1,6                        | 12/2017 | 12/2020 | 2013/S 153-266729                      |
| IR25-Übergang Los Nord                       | - RE 2 München – Hof - RE 25 München – Praha | Die Länderbahn               | 2,8                        | 12/2017 | 12/2022 | 2013/S 153-266729                      |
| D-Netz Augsburg II Übergang                  | - RB 13 Augsburg-Oberhausen – Ingolstadt Nord - RB 14 Ingolstadt – Eichstätt Stadt | Bayerische Regiobahn         | 3,0                        | 12/2019 | 12/2022 | 2015/S 142-261682                      |
| D-Netz Oberfranken                           | - RB 18 Bad Rodach – Ebermannstadt - RB 22 Lichtenfels – Ebermannstadt - RB 24 Coburg – Bad Rodach - RB 26 Forchheim – Ebern - RB 34 Weiden – Weidenberg - RB 96 Hof – Selb Stadt - RB 98 Münchberg – Helmbrechts - RB 99 Münchberg – Hof | agilis-Verkehrsgesellschaft  | 4,5                        | 6/2011  | 12/2023 | 2008/S 27-036482                       |
| E-Netz Franken                               | - RE 14 Nürnberg – Saalfeld - RE 19 Nürnberg – Sonneberg - RE 20 Würzburg – Nürnberg - RB 25 Kronach – Nürnberg - RE 42 Leipzig – Nürnberg - RE 49 Sonneberg – Nürnberg | DB Regio                     | 3,6                        | 12/2011 | 12/2023 | 2008/S 69-093507                       |
| Regionalzüge Ostbayern                       | - RB 23 Marktredwitz – Regensburg - RE 23 Marktredwitz – Regensburg - RB 27 Schwandorf – Domazlice - RB 28 Schwandorf – Lam - RB 29 Cham – Waldmünchen - RB 35 Bayerisch Eisenstein – Plattling - RB 36 Zwiesel – Grafenau - RB 37 Zwiesel – Bodenmais - RB 95 Marktredwitz – Cheb | Die Länderbahn               | 4,8                        | 12/2013 | 12/2023 | 2010/S 234-357878                      |
| RSO-III Ost                                  | - RE 32 Bamberg – Bayreuth - RE 35 Bamberg – Hof - RE 38 Lichtenfels – Bayreuth - RE 39 Lichtenfels – Hof | DB Regio                     | 1,6                        | 12/2013 | 12/2023 | 2012/S 90-148448                       |
| Hof – Landesgrenze (– Aš)                    | - RB 95 Hof – Aš | Die Länderbahn               | 0,2                        | 12/2015 | 12/2023 | 2014/S 108-190222                      |
| Linienstern Mühldorf (2017+)                 | - RE 4 München – Simbach - RE 24 Freilassing – Berchtesgaden - RB 32 Bogen – Landshut - RB 40 München – Mühldorf - RB 41 Mühldorf – Simbach - RB 42 Mühldorf – Burghausen - RB 44 Landshut – Rosenheim - RB 45 Landshut – Salzburg - RB 46 Mühldorf – Passau - RB 47 Traunstein – Mühldorf - RB 48 München – Wasserburg - RB 49 Traunstein – Traunreut - RB 52 Rosenheim – Aschau - RB 59 Traunstein – Waging   | DB RegioNetz Verkehrs GmbH   | 8,3                        | 12/2017 | 12/2024 | 2013/S 198-342218                      |
| Werdenfels                                   | - RB 6 / S 6 (T) München – Innsbruck - RB 60 / S 7 (T) Pfronten-Steinach – München - RE 61 München – Mittenwald - RE 62 München – Lermoos - RB 63 Murnau – Oberammergau - RB 65 München – Weilheim - RB 66 München – Kochel | DB Regio                     | 3,8                        | 12/2013 | 12/2025 | 2009/S 178-256399                      |
| Bayerisches Oberland (2014+)                 | - RB 55 München – Bayrischzell - RB 56 München – Lenggries - RB 57 München – Tegernsee | Bayerische Oberlandbahn      | 2,4                        | 12/2013 | 12/2026 | 2012/S 11-017489                       |
| Vorortverkehr München - Buchloe              | - RB 74 München – Buchloe | DB Regio                     | 0,7                        | 12/2021 | 12/2027 | 2018/S 167-380797                      |
| E-Netz Rosenheim                             | - RE 5 München – Salzburg - RB 54 München – Kufstein - RB 58 München – Holzkirchen - Rosenheim | Bayerische Oberlandbahn      | 4,9                        | 12/2013 | 12/2028 | 2010/S 70-105328                       |
| Kissinger Stern (2015+)                      | - RB 40 (TH) Meiningen – Schweinfurt Stadt - RB 50 Gemünden – Schweinfurt Stadt | Erfurter Bahn                | 1,3                        | 12/2014 | 12/2028 | 2012/S 69-114500                       |
| Main-Spessart                                | - RE 54 Frankfurt – Bamberg - RE 55 Frankfurt – Würzburg | DB Regio                     | 2,2                        | 12/2015 | 12/2028 | 2012/S 114-188941                      |
| Ringzug West/NBS                             | - RE 1 Nürnberg – München - RB 16 Nürnberg – Treuchtlingen - Ingolstadt - München - RE 16 Nürnberg – Augsburg - RE 60 Nürnberg – Treuchtlingen | DB Regio                     | 6,0                        | 12/2016 | 12/2028 | 2012/S 127-210775                      |
| E-Netz Mainfranken                           | - RE 10 Würzburg – Nürnberg - RB 53 (HE) Schlüchtern – Bamberg - RB 79 Aschaffenburg – Kitzingen - RB 80 Würzburg – Marktbreit - RB 85 Würzburg – Osterburken | DB Regio                     | 4,4                        | 12/2021 | 12/2028 | 2018/S 234-535133                      |
| D-Netz Allgäu Los 1                          | - RB 73 Kempten – Pfronten-Steinach - RE 74 München – Kempten - RE 75 Ulm – Oberstdorf - RE 79 Augsburg – Kempten | DB Regio                     | 3,3                        | 12/2017 | 12/2029 | 2013/S 169-293335                      |
| D-Netz Allgäu Los 2                          | - RE 7 Nürnberg – Lindau-Reutin - RE 17 Nürnberg – Oberstdorf - RE 70 München – Lindau-Reutin - RE 71 Augsburg – Memmingen - Kempten - RE 72 München – Memmingen - RE 73 Augsburg – Bad Wörishofen - RE 76 München – Oberstdorf | DB Regio                     | 4,1                        | 12/2017 | 12/2029 | 2013/S 169-293335                      |
| Kahlgrundbahn (2016+)                        | - RB 56 Hanau – Schöllkrippen | DB Regio                     | 0,3                        | 12/2015 | 12/2030 | 2013/S 099-169637                      |
| S-Bahn Nürnberg Los 1                        | - S 1 (N) Bamberg – Hartmannshof - S 2 (N) Roth – Altdorf - S 3 (N) Nürnberg – Neumarkt | DB Regio                     | 4,5                        | 12/2018 | 12/2030 | 2014/S 001-000619                      |
| S-Bahn Nürnberg Los 2                        | - S 4 (N) Nürnberg – Dombühl - S 5 (N) Nürnberg – Allersberg | DB Regio                     | 3,0                        | 12/2018 | 12/2030 | 2014/S 001-000619                      |
| D-Netz Augsburg I (2019+)                    | - RB 67 Augsburg-Oberhausen – Schongau - RB 68 München – Füssen - RB 69 Augsburg – Landsberg - RB 69 Augsburg – Füssen | Bayerische Regiobahn         | 2,4                        | 12/2018 | 12/2030 | 2014/S 221-391010                      |
| D-Netz Nürnberg (2019+)                      | - RB 11 Fürth (Bay) – Cadolzburg - RB 12 Nürnberg – Markt Erlbach - RB 21 Nürnberg Nordost – Gräfenberg - RB 30 Nürnberg – Neuhaus - RB 31 Nürnberg – Neuhaus/Simmelsdorf-Hüttenbach - RE 40 Nürnberg – Schwandorf – Regensburg - RB 61 Roth – Hilpoltstein - RB 62 Pleinfeld – Gunzenhausen - RB 81 Neustadt (Aisch) – Steinach - RB 82 Steinach – Rothenburg - RB 91 Wicklesgreuth – Windsbach                | DB Regio                     | 3,4                        | 6/2019  | 12/2031 | 2015/S 118-214729                      |
| Augsburger Netze – Los 2                     | - RB 13 Augsburg – Ingolstadt - RB 14 Ingolstadt – Eichstätt Stadt - RB 67 Augsburg – Weilheim - Schongau - RB 83 Augsburg – Gessertshausen | Bayerische Regiobahn         | 3,2                        | 12/2022 | 12/2031 | 2017/S 244-509620                      |
| D-Netz Ulm                                   | - RS 7 Ulm – Memmingen - RS 71 Ulm – Weißenhorn - RB 78 Günzburg – Mindelheim | DB Regio                     | 1,5                        | 12/2020 | 12/2032 | 2016/S 070-122507                      |
| E-Netz Allgäu                                | - RE 72 München – Memmingen - RE 92 Memmingen – Lindau-Insel - RE 96 München – Lindau-Insel – Lindau-Reutin | Arverio                      | 2,0                        | 12/2021 | 12/2033 | 2017/S 027-047719                      |
| Augsburger Netze – Los 1                     | - RE 9 München – Ulm - RE 80 München – Würzburg - RB 86 München – Dinkelscherben - RB 87 München – Donauwörth - RB 89 Donauwörth – Aalen - RE 89 München – Aalen | Arverio                      | 7,1                        | 12/2022 | 12/2034 | 2017/S 244-509620                      |
| Chiemgau-Berchtesgaden                       | - S 3 (S) Schwarzach-St. Veit - Freilassing – Bad Reichenhall - S 4 (S) Freilassing – Berchtesgaden - RB 53 Traunstein – Ruhpolding | Bayerische Oberlandbahn      | 0,7                        | 12/2021 | 12/2036 | 2017/S 243-506806                      |
| Regensburg/Donautal                          | - RB 15 Regensburg – Ulm - RE 18 Regensburg – Ulm - RE 50 Nürnberg – Plattling (ab 12/2024) - RB 51 Neumarkt – Plattling | agilis-Eisenbahngesellschaft | 5,7                        | 12/2022 | 12/2036 | 2020/S 084-199206                      |
| Expressverkehr Ostbayern Übergang – Los 1    | - RE 2 München – Hof | DB Regio                     | 2,2                        | 12/2023 | 12/2027 | 2021/S 051-128585                      |
| Expressverkehr Ostbayern Übergang – Los 2    | - RE 25 München – Prag | Die Länderbahn               | 1,9                        | 12/2023 | 12/2027 | 2021/S 051-128585                      |
| Franken-Südthüringen                         | - RE 14 Nürnberg – Saalfeld(Saale) - RE 19 Nürnberg – Coburg – Erfurt - RE 20 Nürnberg – Bamberg – Würzburg - RB 25 Nürnberg – Bamberg – Lichtenfels – Kronach - RE 42 Nürnberg – Jena - RE 49 Nürnberg – Lichtenfels – Sonneberg(Thür) | DB Regio                     | 5,0                        | 12/2023 | 12/2035 | 2019/S 149-367526                      |
| Regionalverkehr Oberfranken                  | - RB 18 Coburg – Bad Rodach - RB 22 Forchheim – Ebermannstadt - RB 24 Coburg – Bayreuth - Marktredwitz - Hof - Bad Steben - RB 26 Bamberg – Ebern - RB 34 Weiden – Bayreuth - Weidenberg - RB 95 Hof – As (CZ) - Cheb (CZ) - RB 96 Hof – Selb Stadt - RB 98 Münchberg – Helmbrechts - RB 99 Gutenfürst – Hof - Münchberg - Neuenmarkt-Wirsberg                                                                  | agilis-Verkehrsgesellschaft  | 5,2                        | 12/2023 | 12/2035 | 2021/S012-025130                       |
| Donau-Isar                                   | - RE 3 München – Passau - RE 22 Schwaigerloh – München Flughafen – Regensburg - RB 33 Freising – Landshut (bis 12/2028) - RE 3 V München – Landshut – Plattling/Regensburg (ab 12/2028) | DB Regio                     | 5,3/4,9                    | 12/2024 | 12/2036 | 2019/S 222-544939                      |
| Regionalverkehr Ostbayern – Los 1 Oberpfalz  | - RB 23 Regensburg – Marktredwitz - RB 27 Schwandorf – Furth i. W. - RB 28 Cham – Lam - RB 29 Cham – Waldmünchen | Die Länderbahn               | 3,3                        | 12/2025 | 12/2037 | 2022/S 023-058061                      |
| Regionalverkehr Ostbayern – Los 2 Bayernwald | - RB 35 Plattling – Bayerisch Eisenstein – Klatovy - RB 36 Zwiesel – Grafenau - RB 37 Zwiesel – Bodenmais | Die Länderbahn               | 1,6                        | 12/2025 | 12/2034 | 2022/S 023-058061                      |
| Werdenfels 2028+                             | - RB 6 München – Garmisch-Partenkirchen – Mittenwald – Scharnitz (A) (und Durchbindung über Seefeld (A) nach Innsbruck Hbf (A) durch österreichischen SPNV-Betreiber) - RE 61 München – Mittenwald - RE 62 München – Lermoos (am Wochenende) - RB 63 Murnau – Oberammergau - RB 65 München – Weilheim (- Murnau) - RB 66 München – Kochel - S7 Garmisch-Partenkirchen – Reutte in Tirol (A) – Pfronten-Steinach | DB Regio                     | 4,1                        | 12/2027 | 12/2039 | 2023/S 056-164696                      |
| Isar-Noris-Altmühl                           | - RE 1 München – Ingolstadt – Nürnberg (über Schnellfahrstrecke) - RB 16 München – Ingolstadt – Treuchtlingen (– Nürnberg) - RE 60 Augsburg – Treuchtlingen – Nürnberg | DB Regio                     | 6,4                        | 12/2028 | 12/2040 | 141312-2024                            |

*Angabe heutiger Firmenbezeichnung, bei ausgelaufenen Verträgen der damaligen Firmenbezeichnung

**zum Vertragsbeginn bzw. unter Berücksichtigung Betriebsstufen (Normjahr)

## Die Entwicklung des SPNV in Bayern seit der Regionalisierung
Mit der Regionalisierung im Jahr 1996 ging die Verantwortung für den Schienenpersonennahverkehr vom Bund auf die Länder über. Während viele andere Länder die Verantwortung für den Schienenpersonennahverkehr (SPNV) an regionale Zweckverbände und Verkehrsverbünde delegierten, wurde in Bayern eine für den gesamten Freistaat zuständige Institution geschaffen. Am 1. Januar 1996 nahm die Bayerische Eisenbahngesellschaft die Arbeit als Aufgabenträger für den SPNV in Bayern auf.
Die BEG beauftragt Eisenbahnverkehrsunternehmen mit der Durchführung von Verkehrsleistungen im gesamten Freistaat. Die BEG vergibt die Verkehrsleistungen in der Regel im Rahmen von Wettbewerbsverfahren, das heißt verschiedene Eisenbahnverkehrsunternehmen können sich um den Betrieb von Linien im Rahmen einer Ausschreibung bewerben. Den ersten Verkehrsdurchführungsvertrag auf Basis eines Wettbewerbsverfahrens schloss die BEG 1998 mit der Bayerischen Oberlandbahn ab.
Aktuell fahren folgende Eisenbahnverkehrsunternehmen im Auftrag der BEG:
- Agilis
- Arverio Bayern
- Bayerische Oberlandbahn
- Bayerische Regiobahn
- Bayerische Zugspitzbahn
- DB Regio
- DB RegioNetz Verkehrs GmbH
- Die Länderbahn
- Erfurter Bahn
- Hessische Landesbahn
- SWEG

Nachdem bereits 1993 mit dem Allgäu-Schwaben-Takt ein Integraler Taktfahrplan im Südwesten Bayerns erfolgreich erprobt wurde, führte die Bayerische Eisenbahngesellschaft 1996 den landesweiten Bayern-Takt ein. Seitdem wird der größte Teil der Bahnstrecken im Stundentakt befahren. Wichtigstes Merkmal des Bayern-Taktes sind die festen Taktzeiten, zu denen ein Zug verkehrt. An wichtigen Umsteigestationen werden die Ankunfts- und Abfahrtszeiten der Anschlusszüge zudem aufeinander abgestimmt, um Wartezeiten zu verkürzen.
Die Regionalisierungsmittel, die der Bund den Ländern zur Finanzierung des SPNV zur Verfügung stellt, sind seit der Bahnreform real gesunken, da die Infrastrukturgebühren deutlich schneller gestiegen sind als die Regionalisierungsmittel. Vergleichbar mit einer Maut fallen diese Infrastrukturgebühren für jeden Kilometer Schiene an, auf der ein Zug unterwegs ist. Dasselbe gilt für jede Station, die angefahren wird. Diese Gebühren erheben die Infrastrukturbetreiber, allen voran DB InfraGO, um die Infrastruktur instand zu halten. Mittlerweile fließen bereits knapp 70 Prozent der Mittel, die der BEG zur Verfügung stehen, in die Infrastrukturgebühren.
Trotzdem konnte die BEG das Angebot im Regional- und S-Bahn-Verkehr seit der Bahnreform kontinuierlich steigern. Möglich gemacht hat diese Entwicklung der Wettbewerb zwischen den Eisenbahnverkehrsunternehmen, der zu deutlichen Effizienzgewinnen geführt hat. Zwischen 1995 und 2022 stieg die Verkehrsleistung im bayerischen Regional- und S-Bahn-Verkehr um mehr als 50 Prozent, von 82,3 auf 130,6 Millionen Zugkilometer.
1997 führte die BEG gemeinsam mit der DB das landesweit gültige Bayern-Ticket ein. Im Laufe der Jahre wurden zahlreiche Regionalbusgesellschaften in den Geltungsbereich aufgenommen. Weiterhin wurde die Gültigkeit des Bayern-Tickets auch auf die Verkehrsverbünde im Umland der Großstädte München, Nürnberg, Augsburg, Würzburg, Aschaffenburg und zuletzt Regensburg ausgeweitet. Seit der Einführung wurde das Bayern-Ticket rund 81 Millionen Mal verkauft. Laut BEG ist es damit das beliebteste Länderticket in Deutschland.
Für die Zukunft strebt die BEG eine stärkere Verzahnung weiterer Verkehrsmittel wie Bus, Fahrrad oder PKW mit dem SPNV ein, um die Mobilität in Bayern zu verbessern und den Reisekomfort zu steigern. Dabei stehen besonders verbesserte Fahrgastinformationen im Fokus der BEG.
Zudem sind weitere Angebotsausweitungen vorgesehen. So sollen letzte Lücken im Stundentakt in den kommenden Jahren geschlossen werden. Im Raum München ist mit der Inbetriebnahme der 2. S-Bahn-Stammstrecke eine deutliche Ausweitung des Angebots geplant. Künftig soll die Zahl der S-Bahn-Fahrten von heute rund 950 auf circa 1.250 pro Tag steigen.
Zum Fahrplanwechsel im Dezember 2020 führte die BEG Liniennummern für die SPNV-Linien in Bayern ein.

## Die Organisation der BEG

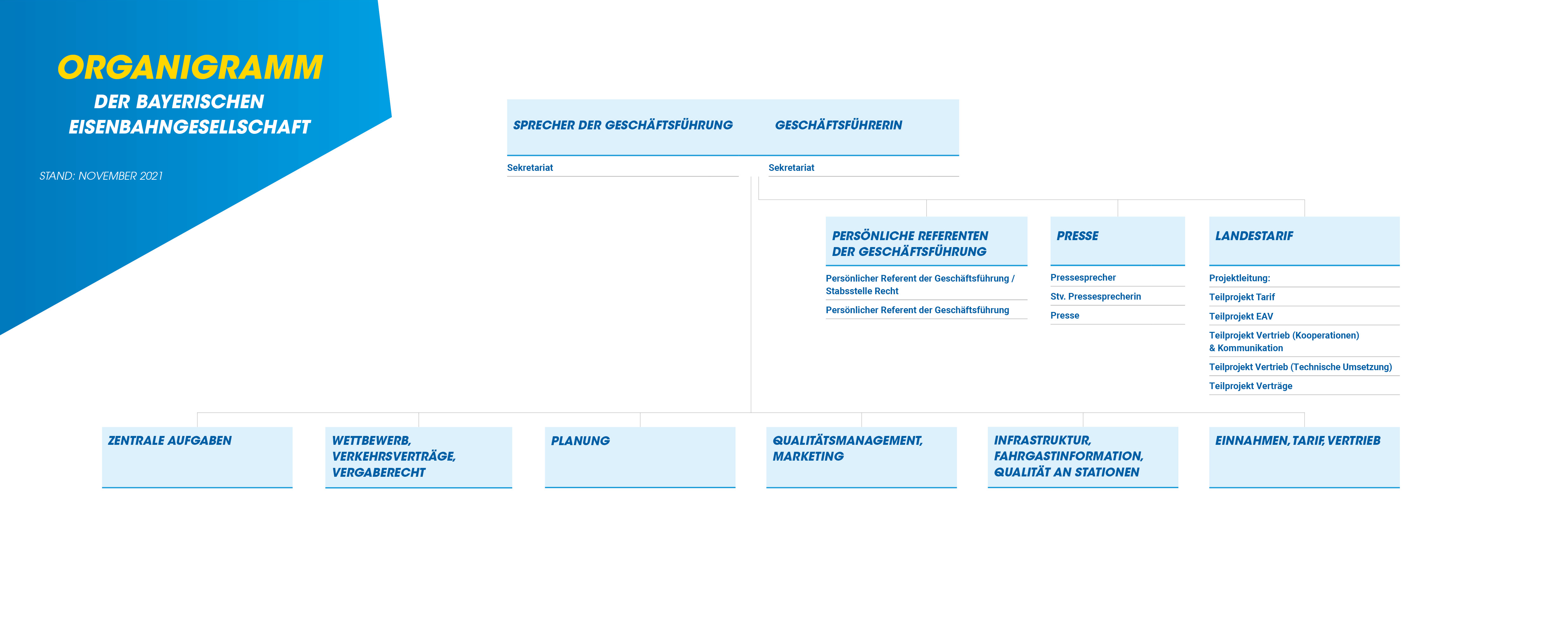
Das Organigramm der BEG

Die BEG ist in sechs Abteilungen gegliedert: „Wettbewerb, Verkehrsverträge, Vergaberecht“, „Planung“, „Qualitätsmanagement, Marketing, Presse“, „Infrastruktur, Fahrgastinformation, Qualität an Stationen“, „Einnahmen, Tarif, Vertrieb“ und „Zentrale Aufgaben“. Die Geschäftsführung der BEG besteht aus Thomas Prechtl (Sprecher) und Bärbel Fuchs.

## Bahnland Bayern

Logo Bahnland Bayern

Im Frühjahr 2010 rief die BEG die Dachmarke „Bahnland Bayern“ ins Leben. Mit dem Werbespruch „Bahnland Bayern – Zeit für dich“ richtet sich die Kampagne der BEG mit Anzeigen- und Plakatmotiven, Radiospots und Ausflugstipps direkt an die Bahnfahrer in Bayern und hat das Ziel, Lust auf das Bahnfahren in Bayern zu machen.
Der Anstoß für die Einführung der Marke Bahnland Bayern war die wachsende Zahl der Eisenbahnverkehrsunternehmen in Bayern. Je mehr Unternehmen in unterschiedlichen Farben auf Bayerns Schienen unterwegs waren, desto schwieriger wurde es für die Fahrgäste, dahinter ein zentral gesteuertes System zu erkennen – mit einheitlichen Qualitätsstandards, Fahrplaninformationen und Fahrkarten wie dem Bayern-Ticket. Die Marke Bahnland Bayern bildet seit 2010 dieses gemeinsame Dach über dem gesamten bayerischen Regional- und S-Bahn-Verkehr. Beispielsweise trägt jeder Zug, der im Auftrag der BEG fährt, das Bahnland-Bayern-Logo mit dem Claim „Zeit für dich“.
2021 erneuerte die BEG das Design des Unternehmens- sowie des Markenlogos Bahnland Bayern. Unter anderem erhielten beide Logos eine Raute und der Zusatz Zeit für dich entfiel aus dem Bahnland-Bayern-Logo. Als Variante gibt es das neue Logo mit dem Slogan Bringt dich vorwärts. Auf den von der BEG bestellten Zügen steht das Logo im Kontext Wir fahren für das Bahnland Bayern. In einer Variante des BEG-Logos wird die Marke Bahnland Bayern im Slogan Wir bewegen das Bahnland Bayern erwähnt.